# Hu Yepin
Hu Yepin (胡也频, 4 mai 1903 – 7 février 1931), est un écrivain, poète et dramaturge chinois. Il est l'un des « Cinq Martyrs de la Ligue des écrivains de gauche » exécutés en 1931 par le Kuomintang.
Hu est le premier mari de la célèbre écrivaine Ding Ling, qui est également membre de la Ligue des écrivains de gauche, et un ami proche de l'écrivain Shen Congwen.

## Biographie

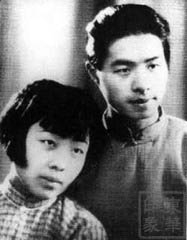
Hu Yepin et son épouse Ding Ling en 1926.

Hu Yepin est né sous le nom de Hu Peiji à Fuzhou dans la province du Fujian. Il a quatre frères cadets et une petite sœur. Il commence à travailler à 15 ans comme apprenti chez un orfèvre.
En 1920, Hu part pour Shanghai où il étudie au lycée de Pudong, et change son nom en Hu Chongxuan. L'année suivante, il se rend à Tianjin pour étudier à l'académie navale de Dagukou. Cependant, cette institution ferme ses portes peu de temps après son arrivée, et il se rend alors à Pékin. Il change encore son nom en Hu Yepin.
En été 1924, Hu Yepin rencontre Ding Ling, récemment arrivée à Pékin depuis Shanghai. Ils tombent amoureux et se marie non-officiellement en 1925,.
Fin 1928, Hu Yepin, Ding Ling, et leur ami, l'écrivain Shen Congwen, quittent Pékin pour Shanghai,. Le trio fonde la maison d'édition Rouge et Noir ainsi que son journal homonyme. Le succès n'est pas au rendez-vous et l'entreprise ferme très vite. Pour rembourser ses dettes, Hu Yepin accepte un emploi d'instituteur au lycée de campagne de Jinan dans la province du Shandong en 1929,. Selon le linguiste Ji Xianlin, alors élève dans ce lycée, l'arrivée de Hu Yeqin et de sa femme aux vêtements chics provoque la sensation à l'école.
En mais 1930, le Kuomintang ordonne l'arrestation de Hu Yepin pour son enseignement pro-communiste. Hu et Ding sont forcés de quitter Jinan pour retourner à Shanghai où ils rejoignent la Ligue des écrivains de gauche qui a été fondée juste deux mois auparavant. Hu Yepin devient alors membre du comité exécutif de la ligue.
En novembre 1930, Hu Yepin rejoint le Parti communiste chinois. Le même mois, Ding Ling donne naissance à un garçon nommé Hu Xiaopin, qui changera plus tard de nom en Jiang Zulin après la mort de Hu Yepin, d'après le vrai nom de sa mère Ding Ling.

## Arrestation et exécution
En septembre 1930, le chef du Kuomintang Chen Lifu fait interdire officiellement la ligue de gauche. Des ordres sont donnés d'arrêter ses membres. La ligue bascule alors dans la clandestinité.
Le 17 janvier 1931, alors qu'il assiste à un rassemblement secret du Parti communiste à l'hôtel oriental de la concession britannique de Shanghai, Hu Yepin est arrêté avec les autres participants par la police britannique.
Alors qu'ils ne voient pas revenir, Ding Ling et Shen Congwen se mettent immédiatement à sa recherche. Le jour suivant, Shen reçoit la confirmation que Hu a été arrêté par la police britannique, remit aux mains du Kuomintang, et emprisonné à Longhua, dans la banlieue de Shanghai, où de nombreux communistes sont détenus. Shen et Ding demande l'aide de plusieurs intellectuels comme Hu Shih, Xu Zhimo, Cai Yuanpei, et Shao Lizi, qui intercèdent vers Chen Lifu et le maire de Shanghai Chang Chun pour libérer Hu, sans succès.
Le 7 février 1931, le Kuomintang exécute 23 communistes à Longhua, parmi eux trois femmes, dont l'une est enceinte. Hu Yepin est l'un des cinq membres de la ligue de gauche à être exécuté ce jour-là, avec Rou Shi, Li Weisen, Yin Fu, et Feng Keng (en). Ils sont surnommés les « Cinq Martyrs de la Ligue des écrivains de gauche » par le Parti communiste chinois.
Les circonstances de l’arrestation de Hu et des autres communistes sont controversés. Cependant, la plupart des publications en Chine et à Taïwan reconnaissent qu'ils ont été trahis par une faction communiste rivale, probablement par Wang Ming et ses associés, Gu Shunzhang et Tang Yu.

## Œuvre
Les premiers écrits de Hu Yepin, comme Où aller (往何处去), sont semi-autobiographiques, reflétant son sens du désespoir sur la pauvreté ambiante et le manque de foi en l'avenir qui prévaut en Chine durant les années 1920. Une Perle dans la tête (活珠子) est l'une de ses œuvres les plus reconnues. Hu est l'un des écrivains du mouvement du 4-Mai qui ont écrit en chinois vernaculaire avec facilité.
Dans tous ses romans, le pauvre perd toujours. Sa réaction contre l'injustice sociale le rend sensible à l'influence de l'idéologie communiste. En 1930, l'année où il rejoint le Parti communiste, et peu de temps avant son exécution, il publie les romans Vers Moscou (到莫斯科去) et Un Avenir brillant (光明在我们的前面).